# Gföllgraben
Gföllgraben ist eine im gleichnamigen Tal gelegene Ortschaft, die in der Katastralgemeinde Oberzeiring innerhalb der Gemeinde Pölstal liegt. Der Ort hatte 2011 61 Einwohner und gehörte zur damaligen Gemeinde Oberzeiring, die 2015 mit Bretstein, Sankt Johann am Tauern, Sankt Oswald-Möderbrugg zur Gemeinde Pölstal zusammengelegt wurde. Die Ortschaft hat 50 Einwohner (Stand 1. Jänner 2024).